# 谭人凤

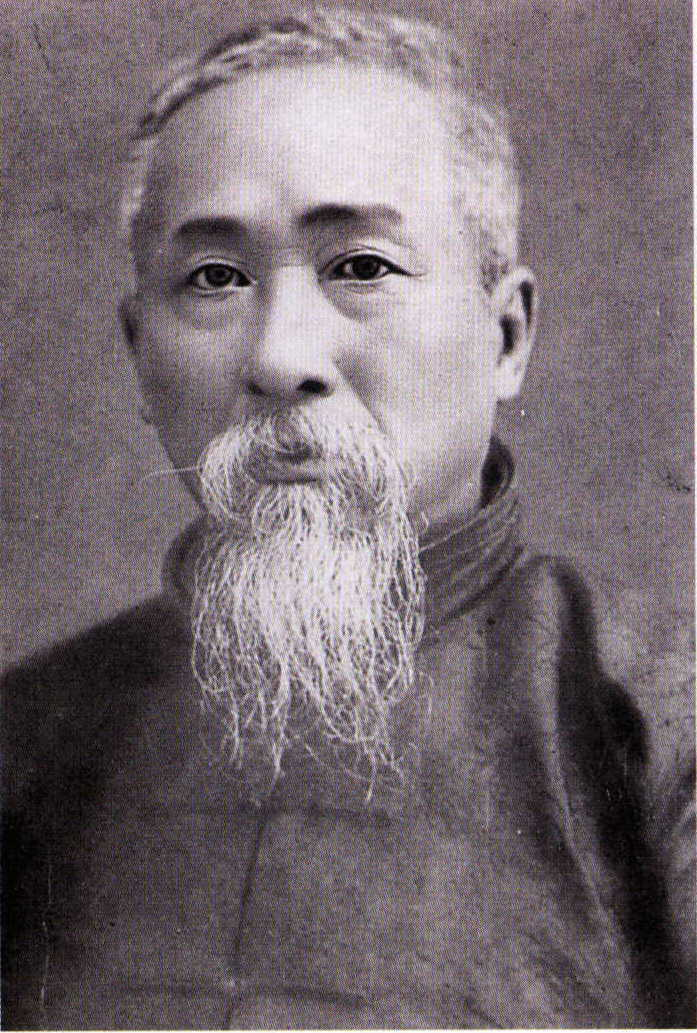

谭人凤（1860年9月20日—1920年4月24日），字有府，号石屏，晚年自号雪髯，人称谭胡子，湖南隆回人，清朝末年到中华民国初年政治、军事人物。

## 生平
谭是湖南省隆回县鸭田镇人。早年加入洪门，曾中秀才，1890年后以教书为业，同时在乡中开设山堂“卧龙山”。1904年，因支持华兴会开展反清活动，被迫流亡日本东京，后在黄兴介绍下加入中国同盟会，先后参加镇南关起义、黄花岗起义等武装活动。1911年7月，与宋教仁等人发起成立中国同盟会中部总会，被推举为总务干事、总务会议议长。然后前往湖北，促成共进会和文学社两大革命组织大联合，成立了中部同盟会湖北分会。
武昌起义爆发后，谭前往武昌协助军政府工作。1911年底，北洋军兵临武昌城下，军政府领导人黎元洪和黄兴先后逃离武昌，谭于12月6日被推举为战时总司令，率军坚守武昌。黄兴赞誉他“能争汉上为先著，此复神州第一功。”
中华民国成立后，谭反对与袁世凯议和，策划北伐。南北议和后，谭反对袁世凯出任中华民国总统，也反对宋教仁改组同盟会为国民党走议会道路，出任长江巡阅使闲职。
1913年3月20日，宋教仁被刺杀，谭返回湖南策动谭延闿参加二次革命。12月19日，流亡日本。1915年回国参与护国战争。后又追随孙中山在1917年發起的护法战争。
1920年病逝于上海，归葬家乡谭家山。1935年7月，國民政府追贈陸軍上將軍階。他的遺子則由日本社會運動家北一輝收養，並取名為北大輝。但北一輝卻也在1937年，由於在日本少壯派軍官發動的政變「2.26事件」中遭到問罪槍決處死。